# Song to Song
Song to Song (v anglickém originále Song to Song) je americký dramatický film z roku 2017. Režisérem filmu je Terrence Malick. Hlavní role ve filmu ztvárnili Ryan Gosling, Michael Fassbender, Rooney Mara, Natalie Portman a Cate Blanchett.

## Obsazení
| Ryan Gosling       | BV      |
| Michael Fassbender | Cook    |
| Rooney Mara        | Faye    |
| Natalie Portman    | Rhonda  |
| Cate Blanchett     | Amanda  |
| Lykke Li           | Lykke   |
| Val Kilmer         | Duane   |
| Bérénice Marlohe   | Zoey    |
| Holly Hunter       | Miranda |
| Florence Welch     | cameo   |
| Patti Smith        | cameo   |
| Iggy Pop           | cameo   |
| Flea               | cameo   |